# Герб Хотинського району
Герб Хоти́нського райо́ну — один з символів Хотинського району Чернівецької області.
Автор — Володимир Денисов.

## Опис
Гербовий щит має форму прямокутника з півколом в основі. У синьому полі зображення золотоволосої дівчини на повен зріст у срібній одежі. Дівчина тримає в лівій руці червоний глечик, а правою піднімає гілочку волоського горіха з п'ятьма листочками; вгорі справа — 8-променева срібна зірка.
Щит обрамлено вінком зі зелених букових гілок із золотими горішками та золотих колосків, оповитих синьо-жовтою стрічкою; під щитом — срібна фортеця над синьою стрічкою з написом золотими літерами «Хотинський район».

## Символіка
- Золотоволоса дівчина уособлює Хотинщину та її людей, багату землю, омиту чистими водами Дністра, струмків і озер, що надихає на корисну працю під синім небом.
- Гілочка горіха — символ моці й родючості, разом із зіркою символізує покоління людей, які досягають зоряних вершин (уродженцем Хотинщини є Леонід Каденюк — перший космонавт України).
- Фортеця засвідчує зв'язок героїчного минулого з сучасністю, а букові гілки та колористика прапора засвідчують приналежність району до Чернівецької області.